# José María Estrada (pintor)
José María Estrada fue un pintor español del siglo XIX.

## Biografía
Nacido al parecer en la localidad valenciana de Alcira, fue discípulo en Madrid de las clases dependientes de la Real Academia de San Fernando. En la Exposición Nacional de Bellas Artes de 1860 presentó: Diana contemplando á Endimion dormido, Un grupo de señoritas y Un retrato. En la de 1862, tres bodegones y Un pintor disgustado de su cuadro en el acto de romperlo; obtuvo mención honorífica. En las de 1864, 1866 y 1871 presentó varios retratos y bodegones, y alcanzó igual distinción.
Dos bodegones suyos forman parte de la colección del Museo del Prado. Fueron numerosos los trabajos de Estrada repartidos en manos de particulares; su facilidad para los retratos le hizo asimismo alcanzar crédito, siendo la última obra de su mano en este género un retrato del gentilhombre de cámara Villalobos.